# Theater Kanton Zürich

Das Logo des Theaters

Das Theater Kanton Zürich ist ein mobiles Berufstheater im Kanton Zürich. Es macht Vorführungen vor Ort in den einzelnen Gemeinden im ganzen Kanton Zürich sowie an seinem Sitz in Winterthur, wo es Theater- und Büroräumlichkeiten sowie Übungsräume besitzt.

## Geschichte
Das Theater wurde im Sommer 1971 in Winterthur als «Genossenschaft Theater für den Kanton Zürich» gegründet. Zuerst trainierte das Ensemble im Casinotheater Winterthur und hatte zudem einen Lastwagen zur Verfügung. Erst 1980 konnten Übungsräumlichkeiten in der Shedhalle auf dem Sidi-Areal in Winterthur bezogen werden, später zog auch der Rest des Theaters in das Sidi-Areal, unter anderem auch die Büroräumlichkeiten, die man bis dahin in der Winterthurer Stadtverwaltung hatte. Mit der Zeit baute man ein Repertoire von bis zu neun verschiedenen Stücken pro Spielzeit (wobei vier bis fünf Eigenkreationen darunter sind) auf, das bis heute besteht. Seit 2001 wird das Theater auch vom Kanton Zürich fest subventioniert. Wegen der geplanten Neuüberbauung des Sidi-Areals musste das Theater erneut zügeln und wechselte in die ehemaligen Räumlichkeiten der Druckerei Winterthur in Winterthur-Grüze.

## Ensemble
Das Theater Kanton Zürich hat ein Berufsensemble mit 30 festen und 20 freien Mitarbeitern. Pro Jahr führt das Ensemble bis zu neun verschiedene Stücke in ca. 150 Vorstellungen vor, wobei sich jeweils vier bis fünf Eigenproduktionen darunter befinden. Alternierend wird pro Jahr jeweils auch ein Kinder- oder Jugendstück einstudiert. Der langjährige künstlerischer Leiter Jordi Vilardaga wurde in der Spielzeit 2010/11 von Rüdiger Burbach abgelöst.

## Organisation
Die Trägerin des Theaters ist die «Genossenschaft Theater für den Kanton Zürich». Mitglieder der Genossenschaft sind Gemeinden, Schulgemeinden sowie Einzelpersonen. Die Genossenschaft bestimmt die Rahmenbedingungen für das Theater und wählt den künstlerischen Leiter, der zugleich Direktor des Theaters ist. Zudem hat sie die Aufsichtspflicht und bestimmt über die längerfristige Zukunft des Theaters. Zurzeit sind 114 politische Gemeinden, 24 Schulgemeinden und 345 Privatpersonen Mitglied (Stand Juli 2010) der Genossenschaft.